# فيلهلم ريتر فون ليب

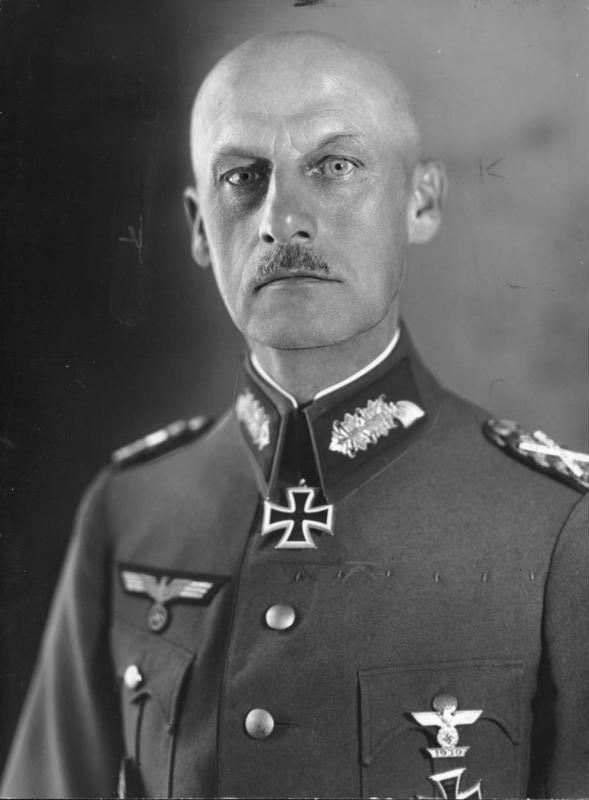
فيلهلم ريتر فون ليب

فيلهلم ريتر فون ليب (بالألمانية: Wilhelm Ritter von Leeb) قائد عسكري ألماني من الحرب العالمية الثانية (5 سبتمبر 1876-29 أبريل 1956).

## الجبهة الغربية
- في عام 1934 عين ليب قائداً لأحدى مجموعات الجيوش في كاسل Kassel لكنه تقاعد بعد ذلك احتجاجاً على القواعد والتنظيمات النازية المتزايدة على الجيش.
- مع اندلاع الحرب في سبتمبر 1939، كُلّف بقيادة مجموعة الجيوش جـ المكلفة بحماية حدود ألمانيا الغربية إزاء أي غزو محتمل لقوات الحلفاء الغربيين، فيما كانت القوات الألمانية منشغلة بعملية غزو بولندا.
- عندما كان يتم التحضير للهجوم الذي عرف على فرنسا والدول المنخفضة (هولندا وبلجيكا ولوكسمبورغ) كان ليب الوحيد من القادة الألمان الذين اعترضوا مهاجمة فرنسا عبر تلك الدول لأنها دول محايدة حيث قال بأن العالم سينقلب على ألمانيا: «..التي تهاجم للمرة الثانية في 25 سنة بلجيكا المحايدة. ألمانيا، التي كفلت حكومتها بجدية الحفاظ على الحياد واحترامه، ووعدت بذلك قبل أسابيع قليلة فقط».
- عندما وقع الهجوم على الحلفاء في 10 مايو 1940 لم يكن لمجموعة ليب دور هجومي مهم، ومع ذلك فإنه رقي في 19 يوليو 1940 إلى رتبة الماريشال (المشير) بعد نجاح هذه الحملة.

## الجبهة الروسية
- أثناء التحضير لغزو الاتحاد السوفيتي فيما عرف باسم عملية بارباروسا كُلف ليب بقيادة مجموعة الجيوش الشمالية.
- بدأ الهجوم في 22 يونيو، وفي منتصف يوليو كانت قوات هذه المجموعة قد وصلت إلى نهر لوغا الذي يبعد أقل من 100 كم عن مدينة لينينغراد، وفي 17 سبتمبر اكتمل تطويق المدينة فيما عرف باسم حصار لينينغراد، وكان الزعيم الألماني أدولف هتلر قد أراد أن ينهكها عن طريق الحصار، في حين كان ليب يسعى لاحتلالها بضربة سريعة مفاجئة.
- مع قدوم فصل الشتاء بدأت المتاعب تحيط بكل القوات الألمانية في روسيا، ومن بينها قوات ليب، ومع استمرار خلافه مع هتلر عُزل في 18 يناير 1942.

## وفاته
لم يتول ليب أي منصب عسكري بعد ذلك، وتوفي في 1956 في فوسن Fuessen في ألمانيا الغربية.

## وصلات خارجية
- فيلهلم ريتر فون ليب على موقع مونزينجر (الألمانية)